# Dexpantenol
A dexpantenol a B-vitaminok csoportjába tartozik és a koenzim-A fő alkotóeleme. A koenzim-A kulcsszerepet tölt be a bőr- és nyálkahártyák fiziológiás funkciójának fenntartásában, azok léziója esetén pedig regenerációjukban. A dexpantenol a pantoténsav alkohol-analógja, és miután a szervezetben maga is pantoténsavvá alakul, a két anyag hatása teljesen azonos.
A VIII. Magyar Gyógyszerkönyvben  Dexpanthenolum     néven hivatalos.  

## Kinetika
Orális adagolás után a dexpantenol a gastrointestinalis traktusból jól felszívódik és magas biohasznosulást mutat. Az emberi szervezetben viszonylag gyorsan szabad savvá alakul át. A pantoténsav eloszlik a szövetekben és megjelenik az anyatejben.
A pantoténsavra carrier-függő transzportfolyamatot írtak le, mely nátrium- és energiafüggő. A táplálékkal bevitt pantoténsav több mint 50%-a hasznosul.
A pantoténsav eloszlása a testben plazmafehérjékhez kötött.
A felszívódott pantoténsav túlnyomó többsége, mintegy 70%-a változatlan formában a vizelettel, kisebb részben a széklettel ürül.

## Készítmények
- Panthenol (Jenapharm)
- Corneregel